# Sân bay Fuerteventura
Sân bay Fuerteventura (IATA: FUE, ICAO: GCFV) là một sân bay phục vụ đảo Fuerteventura và tọa lạc ở El Mattoral, 6 km so với thủ phủ Puerto del Rosario. Sân bay này đã được xây giữa thập niên 1960.

## Các hãng hàng không và tuyến bay
- Aer Lingus (Dublin [bắt đầu từ 24/10])
- Air Europa (Asturias, Bilbao, Barcelona, Lanzarote, Madrid, Málaga, Palma de Mallorca, Paris-Orly, Santiago de Compostela)
- Air Italy (Milan-Malpensa)
- Arkefly (Amsterdam)
- Austrian (Salzburg, Vienna)
- Binter Canarias (Las Palmas de Gran Canaria, Tenerife-North)
- Condor Airlines (Berlin Schonefeld, Düsseldorf, Frankfurt, Hamburg, Hanover, Munich, Stuttgart)
- EasyJet (Madrid)
- Edelweiss Air (Zürich)
- Europe Airpost (Nantes, Paris-Charles de Gaulle)
- Finnair (Helsinki)
- Iberia Airlines (Madrid)
- Islas Airways (Las Palmas de Gran Canaria, Tenerife-North)
- Jetairfly (Brussels)
- Luxair (Luxembourg)
- Neos (Bologna, Catania [bắt đầu từ 24/6], Milan-Malpensa, Pisa [bắt đầu từ 5/8], Turin [bắt đầu từ5/8], Verona)
- Thomas Cook Airlines (Belfast-International, Birmingham, Bristol, Cardiff, East Midlands, Glasgow-International, Leeds/Bradford, London-Gatwick, London-Luton, London-Stansted, Manchester, Newcastle)
- Thomson Airways (Birmingham, Bristol, Cardiff, East Midlands, Glasgow-International, London-Gatwick, London-Luton, London-Stansted, Manchester, Newcastle)
- Transavia.com (Amsterdam)
- TUIfly (Basel/Mulhouse, Bremen, Cologne, Düsseldorf, Frankfurt, Hamburg, Hanover, Munich, Nuremberg, Paderborn/Lippstadt, Stuttgart, Zweibrücken)